# Covert Motor Vehicle Company

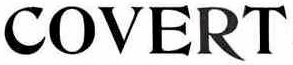
Logo von 1903

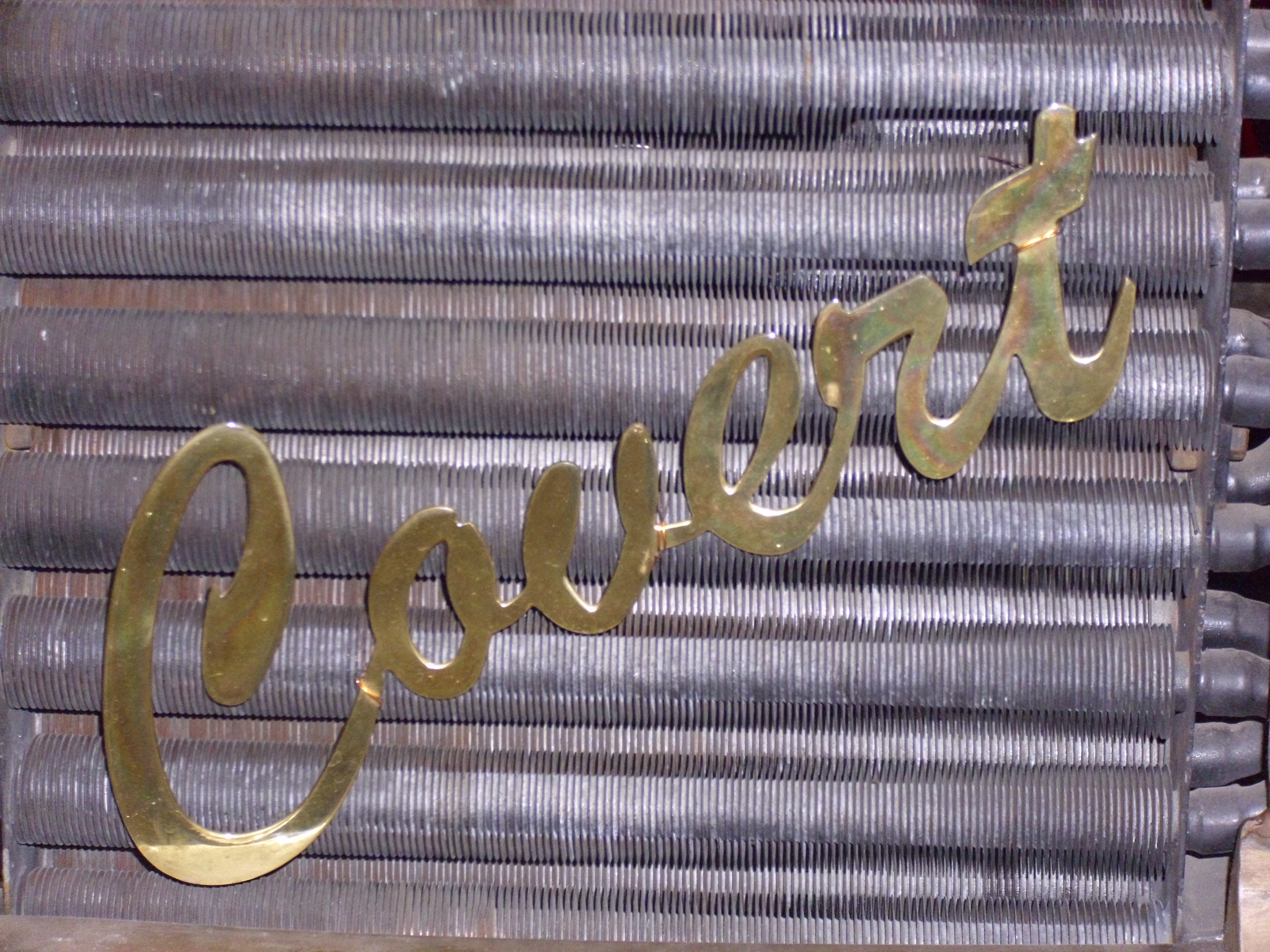
Emblem von 1904

Die Covert Motor Vehicle Company, vorher Byron V. Covert & Company, war ein US-amerikanischer Hersteller von leichten Automobilen und Voiturettes zu Beginn des 20. Jahrhunderts.

## Beschreibung
Die Firma wurde 1902 zur Produktion eines Dampfautomobils gegründet, das B. V. Covert zuvor entwickelt hatte. Letztlich verzichtete er darauf und begann stattdessen in Lockport (New York) mit der Herstellung eines leichten Automobils mit Benzinmotor. Gemäß Firmenunterlagen war der Sitz der Verwaltung in Rochester (New York). Trotz Änderung der ursprünglichen Planung ging der Covert 3 HP Runabout bereits im Spätsommer 1902 in Serie, eine Vertretung in New York City, Fickling & Fulton an der 248. West / 54. Straße, etablierte sich im Herbst.
Das Auto hatte einen liegend unter dem Fahrersitz untergebrachten Einzylindermotor mit einer Leistung von 3 PS gemäß damaliger Berechnungsformel, in der Regel nach N.A.C.C. (National Automobile Chamber of Commerce) oder A.L.A.M. (Association of Licenced Automobile Manufacturers). Interessant ist die Kühlung: Luft für den Zylinder und Wasser (Thermosiphonkühlung) für den Zylinderkopf. Der Wasserkühler scheint unter dem Wagenboden angebracht gewesen zu sein, denn auf einem zeitgenössischen Foto ist er von vorn nicht zu sehen. Die Kraftübertragung erfolgte über ein Zweiganggetriebe und Kette auf die Hinterachse. Einen Rückwärtsgang gab es nicht. Gelenkt wurde mittels Hebel; die Lenksäule war außen rechts senkrecht neben dem Fahrersitz angebracht (alle Covert waren zeittypisch Rechtslenker). Das Auto hatte eine Federung, die aus je zwei Elliptikfedern pro Achse mit je einem Federblatt bestand, und filigran aussehende Drahtspeichenräder. Der Radstand betrug 1575 mm (62 Zoll). Mit einem Verkaufspreis von US$ 600 war der Covert konkurrenzfähig. In der Fachpresse wurde er gelegentlich Covert Motorette genannt.

## Covert Chainless

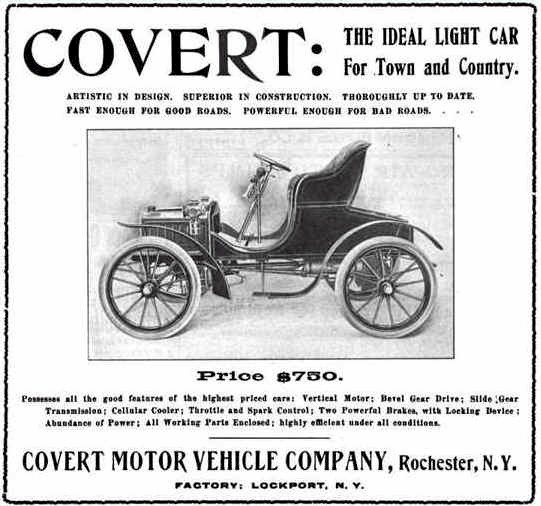
Anzeige für den Covert Chainless in Motor Age; Ende 1903.

Bereits an der New Yorker Automobilausstellung im Januar 1903 zeigte Covert ein zweites, etwas größeres Modell. Dieser neue Covert Chainless hatte einen wassergekühlten, dem populären Einzylindermotor von De Dion-Bouton nachempfundenen Motor mit 5 PS Leistung und manueller Zündverstellung. Das Chassis bestand aus Vierkantrohren. Anstelle der Drahtspeichenräder verwendete Covert nun solche mit Holzspeichen (sog. Artillerieräder). Auch dieses Modell war nur als Runabout für zwei Personen erhältlich. Seine Konstruktion nach dem Panhard-Prinzip (Motor vorn, angetriebene Achse hinten) war wesentlich moderner als jene des 3-PS-Wagens. Der Wabenkühler funktionierte wiederum mit dem Thermosiphon-Prinzip und war an der Wagenfront vor der Motorhaube angebracht. Unter dieser arbeitete der nun stehend eingebaute Motor. Seine Kraft wurde nicht mehr über eine Kette („Chainless“ = ohne Kette) übertragen, sondern über eine Welle auf das mit der Hinterachse verblockte Zweiganggetriebe mit Spiralverzahnung „Transaxle“-Bauweise.
Die Werbung wies auf ein konventionelles Getriebe hin, während sich wohl irrtümlich in einem zeitgenössischen Fahrbericht ein Hinweis auf ein Planetengetriebe findet. Sicher gab es nun einen Rückwärtsgang. Der Lenkhebel wich einem Lenkrad. Der Wagen hatte zwei Bremsen und eine Blockiervorrichtung; eine wurde mit Hebel betätigt und die andere mittels Pedal. Üblicherweise griff eine Bremse auf die Hinterräder und die andere auf das Differenzial; dazu finden sich aber zum Covert keine exakten Angaben. Der Hersteller legte Wert auf den Hinweis, dass alle arbeitenden Teile verkapselt seien.
Covert warb für den Chainless mit dem Slogan „Künstlerisch im Design, überlegen in der Konstruktion, durch und durch modern. Schnell genug für gute Straßen, kraftvoll genug für schlechte.“
Während der Preis für den 3-PS-Wagen auf US$ 500 gesenkt wurde, kostete der neue Covert Chainless US$ 750.

## Covert Motor Vehicle Company

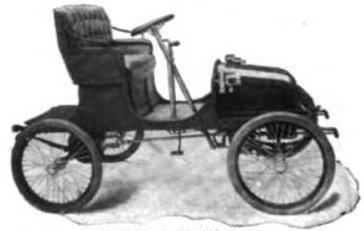
Covert Chainless, wahrscheinlich 5 PS (1903), Werkbild aus dem Automobile Trade Journal; Vol. 7, herausgegeben von der Chilton Company

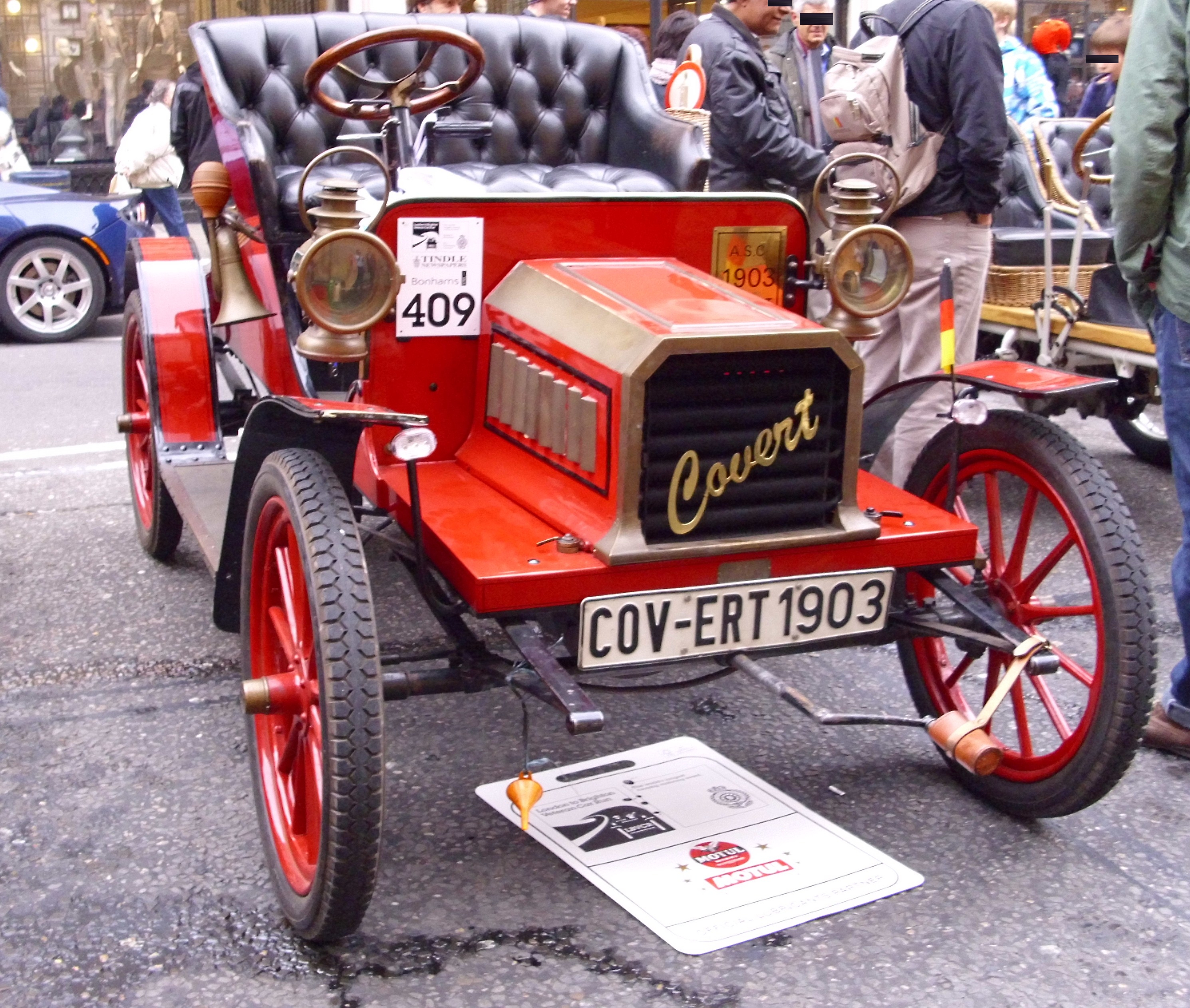
Covert 6 ½ HP, vom Royal Automobile Club auf 1904 datiert

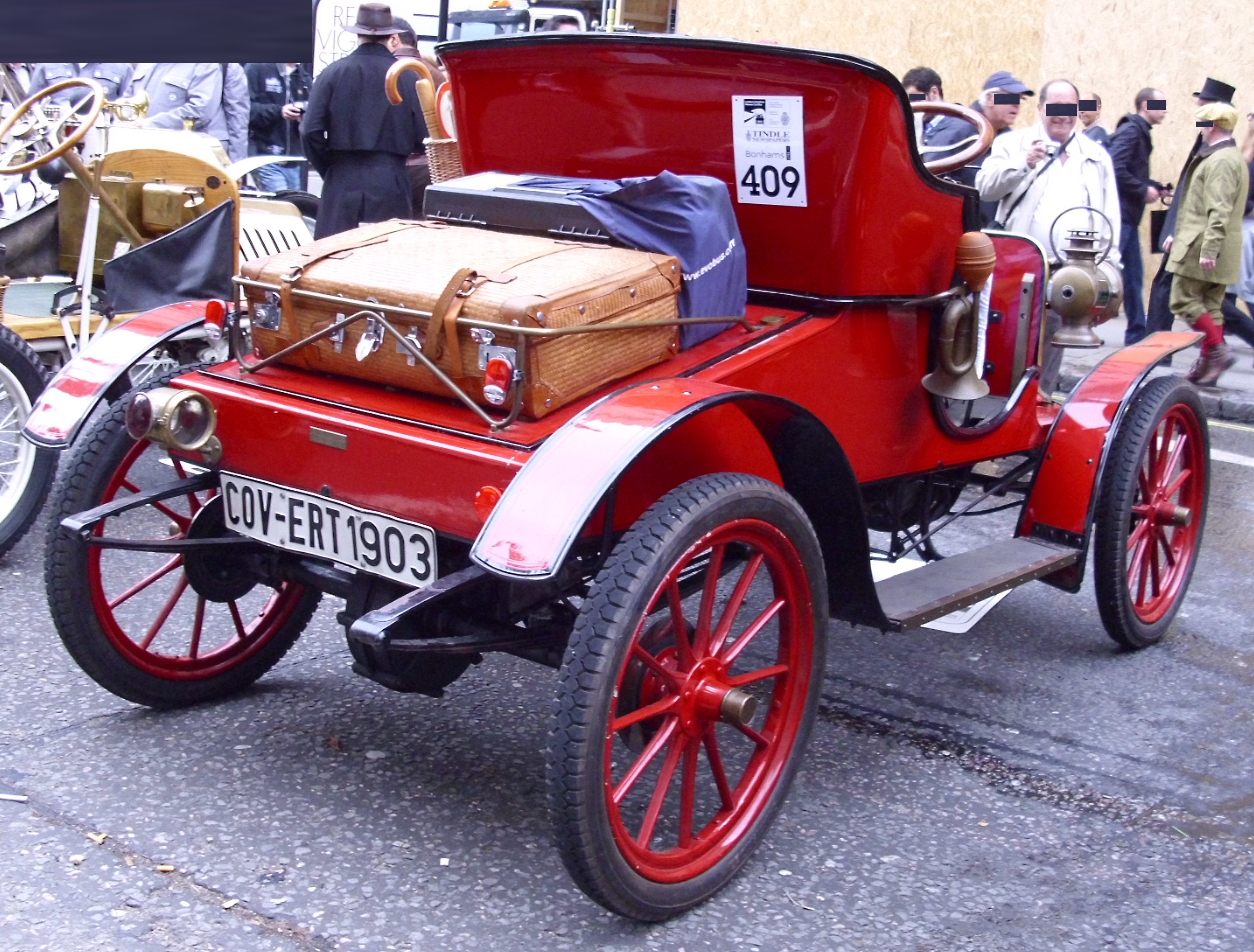
Covert 6 ½ HP von 1904

1904 wurde die Firma in Covert Motor Vehicle Company umbenannt. Es gab ein neues Fahrzeugprogramm; das 3-PS-Modell wurde eingestellt und ein größerer und stärkerer Chainless löste den 5-PS-Runabout ab. Der Motor leistete jetzt 6 ½ PS.
der Radstand betrug 1829 mm (72 Zoll) Aus Anlass der Weltausstellung von St. Louis 1904 wurde eine Zuverlässigkeitsfahrt von Buffalo nach St. Louis (Missouri) durchgeführt, an welcher ein Covert Chainless als einziger seiner Klasse ans Ziel gelangte.

## Vierzylindermodell
Gleichzeitig erschien mit dem neuen 20/24 PS erstmals ein Vierzylindermodell von Covert. Dieses Auto der gehobenen Mittelklasse kostete US$ 2250, hatte einen Radstand von 2388 mm (94 Zoll) und war nur als fünfsitziger Touring erhältlich.
Für 1905 gab es wenig Änderungen. Der Preis des Chainless wurde auf US$ 650 gesenkt. Covert litt stets an Unterkapitalisierung, was sich sowohl in einer Beschränkung des Verkaufs auf den Bundesstaat New York ausdrückte wie auch auf die Beschränkung auf den Chainless ab 1906. Er wurde möglicherweise bis Anfang 1908 gebaut; offiziell wurde die Fahrzeugproduktion 1907 eingestellt.

## Fahrzeugkomponenten
Danach konzentrierte sich Covert auf die Herstellung von Komponenten für Automobile und Nutzfahrzeuge, überwiegend Aufhängungsteile und Achsen. Das Unternehmen wurde als Covert Gear mit Sitz in Detroit ein bedeutender Automobilzulieferer.

## Covert-Jackson
Einige Exemplare des Chainless scheinen in Großbritannien als Covert-Jackson in den Verkauf gelangt zu sein.